# فولاد تریپ
تاثیر بر خواص مکانیکی
1. فولاد تریپ (به انگلیسی: TRIP steel) یا فولاد با پلاستیسیته حاصل از استحاله (به انگلیسی: TRansformation Induced Plasticity Steel) نوعی فولاد است که در آن از خواص حاصل از استحاله مارتنزیتی در طی تغییر شکل پلاستیک استفاده می‌شود. این فولادها به کمک عناصر محلول پایدارساز، عمدتاً از فاز اوستنیت تشکیل شده‌اند اما در اثر اعمال تنش فاز مارتنزیت در آنها ایجاد می‌شود.[۱] زیرساختار فولادهای تجاری تریپ شامل فریت، بینیت و اوستنیت است.اين فولاى مستحكم معمولاً در کاربردهای دریایی و در صنعت خودروسازی استفاده می‌شود.[۲]

می‌توان گفت که تریپ به دلیل دفرمه شدن فولاد کم‌آلیاژ در زمان حرارت‌دهی شکل می‌گیرد.

## تاریخچه
پدیده تریپ برای اولین بار توسط زکای و همکاران ایشان در سال ۱۹۶۷ در فولادهای تمام اوستنیتی با درصد نیکل و کروم بالا مشاهده شد.
ماتسومورا و همکاران ایشان در سال ۱۹۸۷ این پدیده را در فولادهای دارای درصد اوستنیت کم با ۵۰-۶۰٪ فریت آلوتریومورفیک کشف کردند. این فولادها TRIP-assisted Steel نامیده می‌شوند.

## ریزساختار
فولادهای TRIP دارای یک ریزساختار متشکل از آستنیت با ناپایداری ترمودینامیکی کافی هستند به طوری که تبدیل به مارتنزیت در حین بارگذاری یا تغییر شکل حاصل می شود. بسیاری از فولادهای TRIP خودرو دارای آستنیت حفظ شده در یک ماتریس فریت هستند،که همچنین ممکن است حاوی فازهای سختی مانند بینیت و مارتنزیت باشد. 
در مورد این آلیاژها، محتوای سیلیکون و کربن بالای فولادهای TRIP منجر به کسر حجمی قابل توجهی از آستنیت باقی مانده در ریزساختار نهایی می شود.

## خواص متالوژی
- در طی تغییر شکل و کرنش پلاستیک، فاز آستنیت باقی‌مانده به مارتنزیت تبدیل می‌شود. بنابراین افزایش استحکام با پدیده سخت شدن کرنش همراه هست. این تغییر شکل استحکام و شکل پذیری را افزایش می دهد.[۶]
- ظرفیت سختی پذیری (hardening capacity)، کرنش و استحکام مکانیکی بالا به این فولادها ظرفیت جذب انرژی عالی می دهد.
- فولادهای TRIP همچنین اثر سخت شدنِ پخت قوی را نشان می دهند.
- سخت شدن پخت BAKE HARDENING عبارت است از افزایش استحکام زمانی که سخت شدن کار در طول تشکیل قطعه توسط یک چرخه حرارتی مانند پخت رنگ دنبال شود.
- تحقیقات تا به امروز شواهد تجربی زیادی از شکل‌پذیری افزایش‌دهنده اثر TRIP نشان نداده است، زیرا بیشتر آستنیت در 5٪ اول کرنش پلاستیک ناپدید می‌شود، رژیمی که فولاد از قبل دارای شکل‌پذیری کافی است.
- بسیاری از آزمایش‌ها نشان می‌دهند که فولادهای TRIP در واقع یک فولاد دو فاز پیچیده‌تر هستند.

## اثرعناصر آلیاژی
مقدار کربن تعیین کننده سطح کرنشی است که در آن آستنیت حفظ شده شروع به تبدیل به مارتنزیت می کند. در سطوح کربن پایین تر، آستنیت حفظ شده تقریباً بلافاصله پس از تغییر شکل شروع به تغییر شکل می کند و سرعت سخت شدن کار و شکل پذیری را در طول فرآیند مهر زنی افزایش می دهد.در محتویات کربن بالاتر، آستنیت حفظ شده پایدارتر است و تنها در سطوح کرنش فراتر از سطوح تولید شده در طول شکل‌گیری شروع به تغییر شکل می‌کند.

## اثر دما
- دمایی که در آن یک فولاد TRIP تحت تنش یا تغییر شکل قرار می‌گیرد، می‌تواند با دمای شروع مارتنزیتی (Ms) مرتبط باشد. تنش‌های اعمال‌شده می‌توانند با افزودن مؤثر انرژی افزایش یافته برای تبدیل به فرآیند تبدیل کمک کند که اجازه می‌دهد تبدیل مارتنزیتی بالاتر از دمای Ms رخ دهد. (بالاتر از دمای Ms، رفتار تبدیل وابسته به دما است و از دمای ناشی از تنش به ناشی از کرنش در دمایی به نام دمای Msσ تغییر می‌کند.)
- دمای Msσ به عنوان حداکثر دمایی تعریف می شود که در آن یک تنش الاستیک باعث تبدیل مارتنزیتی می شود که در ابتدا توسط ریچمن و بولینگ تعریف شد.[۷]
- در دمای زیر دمای Msσ، تبدیل مارتنزیتی به عنوان کمک کننده به تنش معرفی می‌شود، زیرا استحاله در مکان‌های از قبل موجود شکل می‌گیرد (به عنوان مثال، نابجایی، مرز دانه‌ها، مرزهای فاز، و غیره)، و تنش اعمال‌شده به صورت ترمودینامیکی به تبدیل کمک می‌کند.[۸]
- در دماهای بالاتر از دمای Msσ، تسلیم و تغییر شکل پلاستیک قبل از تبدیل رخ می دهد، و هسته مارتنزیت در تقاطع نوارهای برشی ایجاد شده از کرنش تغییر شکل پلاستیک رخ می دهد. [۹]

## تاثیر بر خواص مکانیکی
از اثر TRIP می‌توان برای گسترش شکل‌پذیری یکنواخت پلاستیک با به تاخیر انداختن شروع باريك شدن استفاده کرد، در نتیجه ناپایداری محلی‌سازی جریان را که به دنبال شکل‌گیری یک گلویی پایدار است به تأخیر انداخت.
تشکیل یک گلویی پایدار را می توان زمانی تعریف کرد که افزایش کسری در تنش واقعی برابر با کاهش کسری در ناحیه باربر یک نمونه باشد. این همچنین می تواند به عنوان نقطه ای توصیف شود که در آن نرخ سخت شدن کرنش در منحنی تنش-کرنش مهندسی منفی می شود.
این را می توان با یک معادله قانون توان برای رفتار تنش-کرنش برای جریان پلاستیک توضیح داد: 
σT=K(εT)n
جایی که n ضریب سخت شدن کرنش، σT تنش، εT کرنش و K ضریب استحکام است. با این معادله، جریان پلاستیک پایدار با حفظ حداقل ضریب سخت شدن کرنش حفظ می شود،که می تواند بیان شود با:
n=σ0exp(ε)
این رفتار سخت شدن کرنش نمایی نشان دهنده انحنای بهینه منحنی تنش-کرنش است در حالی که حداقل n را برای جریان پلاستیک غیرمحلی پایدار حفظ می کند. مشاهده شده است که فولادهای TRIP هنگامی که در دمای نزدیک و بالاتر از دمای Msσ تغییر شکل می‌دهند، این رفتار سخت شدن کرنش نمایی را نشان می‌دهند، در نتیجه شکل‌پذیری پلاستیکی یکنواخت را نشان می‌دهند.

تغییرات استحکام کششی و استحکام تسلیم ۰٫۲% فولاد تریپ Fe–15Mn–3Al–3Si wt% به عنوان تابعی از دما؛ نرخ کرنش ε=10^{-4}.s^{-1}

تغییرات ازدیاد طول (کرنش) یکنواخت و ازدیاد طول کل فولاد تریپ Fe–15Mn–3Al–3Si wt% به عنوان تابعی از دما؛ نرخ کرنش ε=10^{-4}.s^{-1}

## سازه ها
به دلیل ظرفیت بالای جذب انرژی و استحکام خستگی، فولادهای TRIP به ویژه برای قطعات ساختاری و ایمنی خودرو مانند اعضای متقاطع، تیرهای طولی، تقویت‌کننده‌های ستون B، رکاب‌ها و تقویت‌کننده‌های سپر مناسب هستند. همچنین می‌توان از اثر TRIP در عملیات شکل‌دهی استفاده کرد، جایی که بهبود شکل‌پذیری زوایای خمش بیشتر و عملیات شکل‌دهی تهاجمی‌تر را بدون ترک خوردن امکان‌پذیر می‌سازد.
متداول ترین طیف فولادهای TRIP شامل 2 گرید نورد سرد در هر دو فرمت بدون پوشش و روکش شده (TRIP 690 و TRIP 780) و یک گرید نورد گرم (TRIP 780) است که با حداقل مقاومت کششی نهایی آنها بر حسب MPa مشخص می شود.
فولادهای TRIP به خوبی برای کاربردهای زره مناسب هستند، جایی که افزایش شکل پذیری یکنواخت (و در نتیجه جذب انرژی بالستیک) می تواند حفاظت در برابر پرتابه ها و تهدیدات بالستیک را در عین حفظ یا کاهش ضخامت صفحه بهبود بخشد.

## انواع
فولاد تریپ در انواع مختلفی تولید می‌شود که پرکاربردترین آن‌ها عبارت است از:
- Steel TRIP 450/800
- Steel TRIP 400/700

| فولاد    | نقطه تسلیم(MPa) | مقاومت كششي(MPa) | کشیدگی  | کشیدگی  | کشیدگی  |
| فولاد    | نقطه تسلیم(MPa) | مقاومت كششي(MPa) | نمونه 1 | نمونه 2 | نمونه 3 |
| -------- | --------------- | ---------------- | ------- | ------- | ------- |
| TRIP 700 | 400-520         | 690-800          | 25      | 24      | 26      |
| TRIP 800 | 450-570         | 780-910          | 22      | 21      | 23      |

نمونه ۱: درصد شکستگی بعد از کشیدگی با استفاده از نمونه‌ای به طول اولیه ۸۰ میلی‌متر در استاندارد EN
نمونه ۲: درصد شکستگی بعد از کشیدگی با استفاده از نمونه‌ای به طول اولیه۵۰ میلی‌متر در استاندارد ASTM
نمونه ۳: درصد شکستگی بعد از کشیدگی با استفاده از نمونه‌ای به طول اولیه ۵۰ میلی‌متر در استاندارد JIS
همانطور که مشاهده می‌شود خواص مکانیکی تریپ‌ها متفاوت از یکدیگر است و این خواص به موارد زیر بستگی دارد:
- پایداری آستنیت که اثر تریپ را مشخص می‌کند و این پایداری آستنیت به ترکیب شیمیایی، اندازه و شکل دانه بستگی دارد.
- خصوصیت ذاتی فازهای تشکیل‌دهنده که شامل ریزساختار، مورفولوژی و درصد عناصر است.
- نسبت مراحل تولید که هر فاز در چه مرحله‌ای تشکیل شده است.

## نحوه تولید
فولاد تریپ با عملیات حرارتی تولید می‌شود. نورد سرد و گرم، گالوانیزه عمقی گرم از روش‌های تولید آن است و خواص مکانیکی این فولاد به نوع عملیات حرارتی بستگی دارد. با هم یکی از روش‌های تولید فولاد TRIP را مرور می‌کنیم. مراحل تولید فولاد تریپ به روش نورد سرد فولاد کم‌آلیاژ به ضخامت یک میلی‌متر به شرح زیر است:
1. آنیل کردن ورق فولاد کم‌آلیاژ نورد سرد در دمای بین ۶۲۵ تا ۶۷۵ درجه سانتی‌گراد بین ۴۵ تا ۹۰ دقیقه
2. خنک‌سازی ورق فولاد آنیل شده با سیستم خنک‌کننده تا دمای اتاق خنک
3. بازپخت ورق فولاد کم‌آلیاژ در دمای ۷۶۰ تا ۹۳۰ درجه سانتی‌گراد
4. کاهش مجدد دمای فولاد آنیل‌شده تا ۴۶۰ درجه سانتی‌گراد (به این ترتیب به آستینیت اجازه می‌دهد تا به بینیت هم‌دما برسد.)

## فولاد تریپ از منظر اقتصادی
به طور کلی از فولاد معمولاً به دلیل استحکام، شکل پذیری و کم هزینه بودن نسبت به سایر فلزات استفاده می شود. اگر چه فلزاتی مانند تیتانیوم، منیزیم و آلومینیوم نسبت استحکام به وزن بالاتری دارند و می توانند صرفه جویی قابل توجهی در وزن قطعات خودرو ایجاد کنند.
با این وجود، به دلیل فراوانی کمتر، هزینه های تولید بیشتر و هزینه های ماشینکاری، بسیار گران تر تمام می شوند. بنابراین عرضۀ این فلزات در سراسر جهان نسبتاً محدود است. این عوامل باعث می شود که این فلزات به طور معمول در اتومبیل هایی که اکثر مردم رانندگی می کنند، استفاده نشوند.
فولاد تریپ با هیچ یک از این مشکلات روبرو نیست! چرا که یک فولاد کم آلیاژ است. اجرای مرحله آنیل intercritical در پردازش این نوع فولاد، خیلی دشوار به نظر نمی رسد. این بدان معنی است که فولاد TRIP می تواند با همان قیمت سایر فولادهای استحکام بالا تولید شود. مهمترین مانعی که فولادهای تریپ در بازار با آن رو به رو شده اند، ضعف در گالوانیزه کردن سطحی در پایان فرایند تولید آن است.
فرآیند گالوانیزه کردن در تعداد زیادی از اجزای خودرو اعمال می شود. زیرا آسان، ارزان و بسیار موثر است. با کشف آلومینیوم به عنوان جایگزینی برای سیلیکون، فولادهای TRIP دیگر با مشکلات گالوانیزه گذشته روبرو نیستند. فولادهای TRIP اکنون می توانند به طرز موثری از نظر اقتصادی در برابر خوردگی محافظت شوند. این بدان معناست که ممکن است در آینده شاهد تولید فزایندۀ فولاد تریپ باشیم.

## فولاد تریپ در صنعت خودروسازی
شرکت NIPPON Steel در دهه ۸۰ تحقیقات بسیاری بر روی فولاد تریپ انجام داد همچنین تلاش این شرکت برای مجاب کردن شرکت های خودروسازی برای استفاده از این فولاد، سال ها طول کشید.
این شرکت از دلایل زیر برای متقاعد کردن شرکت های خودروسازی استفاده کرد.  
یکی از دلایل مناسب بودن استیل تریپ در صنعت خودروسازی تغییر شکل بالای آن می باشد که باعث بهینه شدن ارگونومی ماشین و شتاب بالا و سرعت آن در حرکت بدون ایجاد هیچ تغییری در مصرف سوخت می شود.
در واقع ورق تریپ با امکان خمکاری بالا در مقایسه با فولادهای آلیاژی دیگر دارای وزن کمتری بوده و وزن نهایی اتومبیل را کاهش می دهد که این موضوع سبب کاهش مصرف سوخت در خودرو می شود.
اتومبیل در هنگام تصادفات بایستی انرژی بالایی جذب کند بنابراین به علت سختی بالایی که فولاد تریپ دارد از آن برای قسمت هایی مثل داشبورد استفاده می شود.